# Книга памяти Республики Башкортостан
Книга памяти Республики Башкортостан — общественный проект, включающий в себя печатные и сетевые издания о репрессированных и погибших в ходе военных действий жителях Республики Башкортостан.

Монумент скорбящей матери в Уфе

## История
Жители Республики Башкортостан участвовали в Великой Отечественной войне, во всех военных конфликтах России, многие были репрессированы по политическим мотивам в 1920—1950-х годах.
Для помощи в поисках погибших жителей республики, мест их захоронений, и увековечения их памяти в Башкортостане производится сбор и систематизация материалов о погибших в виде печатных и сетевых изданий.
Кроме того, в республике Башкортостан работают поисковые отряды, которые на основании Закона Российской Федерации «Об увековечении памяти погибших при защите Отечества» занимаются поиском незахороненных останков погибших воинов и неизвестных воинских захоронений, установлением имен погибших и пропавших без вести уроженцев Республики Башкортостан, торжественным захоронением останков павших защитников Отечества.
Память о погибших жителях РБ увековечена в республике в Мемориальных комплексах со списками погибших и памятниках во всех городах республики.
Жители БАССР, вернувшиеся живыми с Великой Отечественной войны, описаны в книгах «Они вернулись с Победой. Списки военнослужащих, вернувшихся живыми с Великой Отечественной войны 1941—1945 г.г.» т. 1-15 Уфа.

## Книга памяти жертв политических репрессий

Мемориал в Салавате жителям республики, погибшим на фронтах войны

Жертвами политических репрессий в республике Башкортостан были все слои населения — рабочие, крестьяне, интеллигенция. Политические репрессии проходили с 20 по 50-годы XX века. Репрессиям люди подвергались за принадлежность к определенному слою населения, за принадлежность к определенной профессии, инакомыслие и др.
В 1920—1950 годах в республике были репрессированы десятки тысяч людей. 7150 справок на репрессированных было опубликовано в Книге памяти жертв политических репрессий республики Башкортостан, изданной в 1997 году в Уфе в издательстве «Китап». В подготовке книги принимала участие рабочая группа в составе Валеева Р. А., Виноградовой В. П., Макаренко В. Д., Иващенко Л. А., Тупеева С. Х. и др.

## Книга памяти погибших на фронтах Великой Отечественной войны
Во время Великой Отечественной войны на фронтах сражалось около 700 тысяч жителей Башкортостана, из них погибло около 300 тысяч человек, включая 18 715 человек из Уфы, 3708 человек из Стерлитамака, 8113 из Ишимбая и сел, расположенных на месте нынешнего города Салавата, 4080 из Агидели, Нефтекамска и Краснокамского района РБ и др.
В 1994 году в республике издана многотомная книга памяти со списками жителей республики, погибших в годы Великой Отечественной войны.

## Книга памяти погибших в Афганистане
В ходе Афганской компании погибло 335 военнослужащих — жителей Республики Башкортостан.
В Республике создан «Союз ветеранов Афганистана». Одно из его мероприятий — выпуск книги памяти погибших в Афганистане жителей Башкортостана.

## Книга памяти погибших в Чечне
В ходе трех чеченских компаний (1994—1997 гг.) погибло 446 военнослужащих — жителей РБ.
Списки погибших выпускает «Союз ветеранов Афганистана и Чечни», Ассоциация ветеранов Афганистана и Чечни в городах республики.
Среди погибших в Чечне Герои России Доставалов, Александр Васильевич, Климов, Юрий Семенович, Курбангалеев, Артур Ришатович, Трубанов, Владимир Евгеньевич.